# Зеленобокая ромбосолея
Зеленобокая ромбосолея (лат. Rhombosolea tapirina) — вид лучепёрых рыб из семейства ромбосолеевых (Rhombosoleidae). Распространены у берегов Австралии, Новой Зеландии и Тасмании. Морские донные рыбы. Максимальная длина тела 45 см.

## Описание
Тело ромбовидной формы, высокое, сильно сжато с боков. Высота тела составляет 47—60 % стандартной длины тела. Голова умеренной величины, её длина равна 27—33 % длины тела. Глаза расположены на правой стороне тела, небольшие по размеру, диаметр глаза составляет 16—21 % длины головы, разделены узким промежутком. Рыло вытянутое с мясистым выростом на конце. Рот косой, умеренной величины. Длина верхней челюсти на глазной стороне составляет 23—25 % длины головы; окончание доходит до вертикали, проходящей через передний край нижнего глаза. Зубы мелкие, расположены узкими полосами на слепой стороне обеих челюстей. Чешуя очень мелкая, плотно сидящая, циклоидная на обеих сторонах тела; покрывает и голову, за исключением переднего конца. Боковая линия с 72—83 чешуйками, хорошо развита на обеих сторонах тела; заходит на голову, где разделяется на две ветви; над грудными плавниками делает небольшой изгиб.

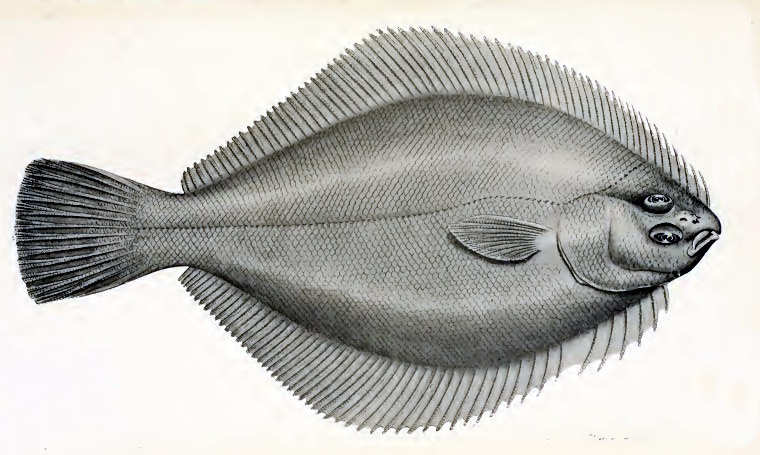

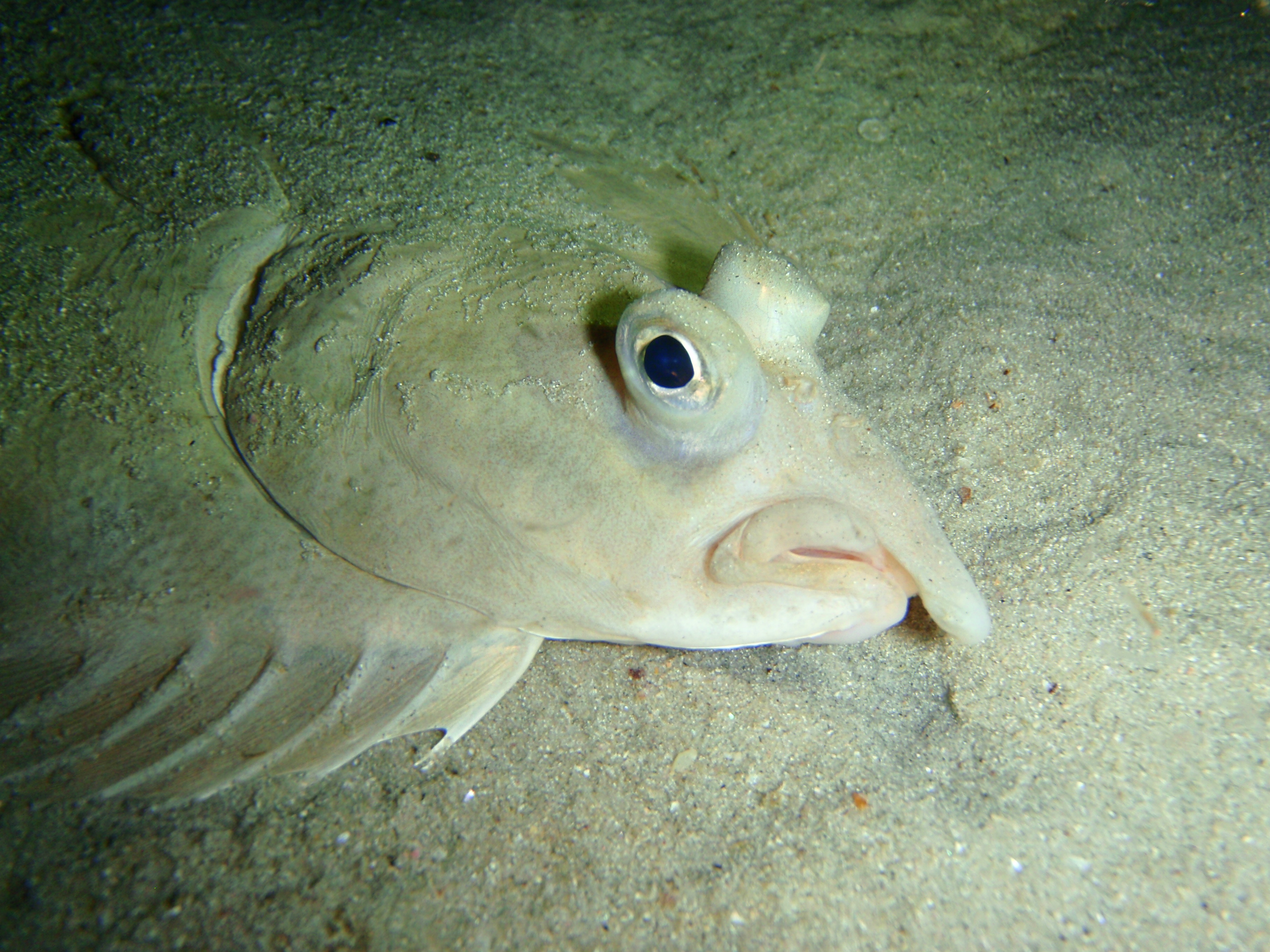
Голова зеленобокой ромбосолеи

Спинной плавник начинается на окончании рыла на слепой стороне и тянется до хвостового стебля; в нём 56—69 мягких лучей; первые несколько лучей соединены между собой мембраной только у основания. В длинном анальном плавнике 40—50 мягких лучей. Хвостовой плавник усечённый с 14—17 лучами, не соединяется со спинным и анальным плавниками. Грудные плавники с 10 лучами; правый грудной плавник немного длиннее левого; первый луч левого плавника без вздутого кончика. Брюшной плавник на глазной стороне с длинным основанием и шестью лучами, берёт начало в передней части груди, соединён мембраной с анальным плавником. Брюшной плавник на слепой стороне тела обычно отсутствует.
Тело и голова зеленовато-серого или коричневого цвета, слепая сторона бледная. На глазной стороне тела иногда видны неясные тёмные пятна и точки.
Максимальная длина тела 45 см.

## Биология
Морские донные рыбы, обитают над песчаными и илистыми грунтами на глубине до 100 м. Взрослые особи ведут ночной образ жизни. Питаются бентосными беспозвоночными (ракообразные и полихеты). Молодь потребляет в основном мелких ракообразных, таких как амфиподы и копеподы. Нерест порционный, происходит в открытых водах или глубоких частях эстуариев. Нерестятся в конце зимы и весной Южного полушария. Икра пелагическая, диаметром 0,94 мм. Инкубационный период при температуре 11,1—13,8 °С продолжается 83—93 часа после оплодотворения. Длина личинок при вылуплении 1,9 мм. Личинки также ведут пелагический образ жизни, через 35 дней длина тела увеличивается до 6 мм. Начинается метаморфоз, который завершает на 65 день, и мальки при длине тела 8,8 мм переходят к донному образу жизни.

## Ареал
Распространены в юго-восточной части Индийского океана и юго-западной части Тихого океана. Встречаются от Нового Южного Уэльса до Большого Австралийского залива и юга Западной Австралии, включая прибрежные воды Тасмании. Также обитают у берегов Новой Зеландии, включая острова Окленд и Кэмпбелл.

## Взаимодействия с человеком
Зеленобокие ромбосолеи являются объектом коммерческого и рекреационного промысла в юго-восточной Австралии и Новой Зеландии, небольшой по объёму промысел существует в Квинсленде и Западной Австралии. Ловят донными сетями и тралами.